# Gollin (Templin)
Gollin (IPA: [gɔˈliːn]) ist ein Ortsteil der amtsfreien Stadt Templin im Landkreis Uckermark (Brandenburg). Gollin war bis 2003 eine selbstständige Gemeinde.

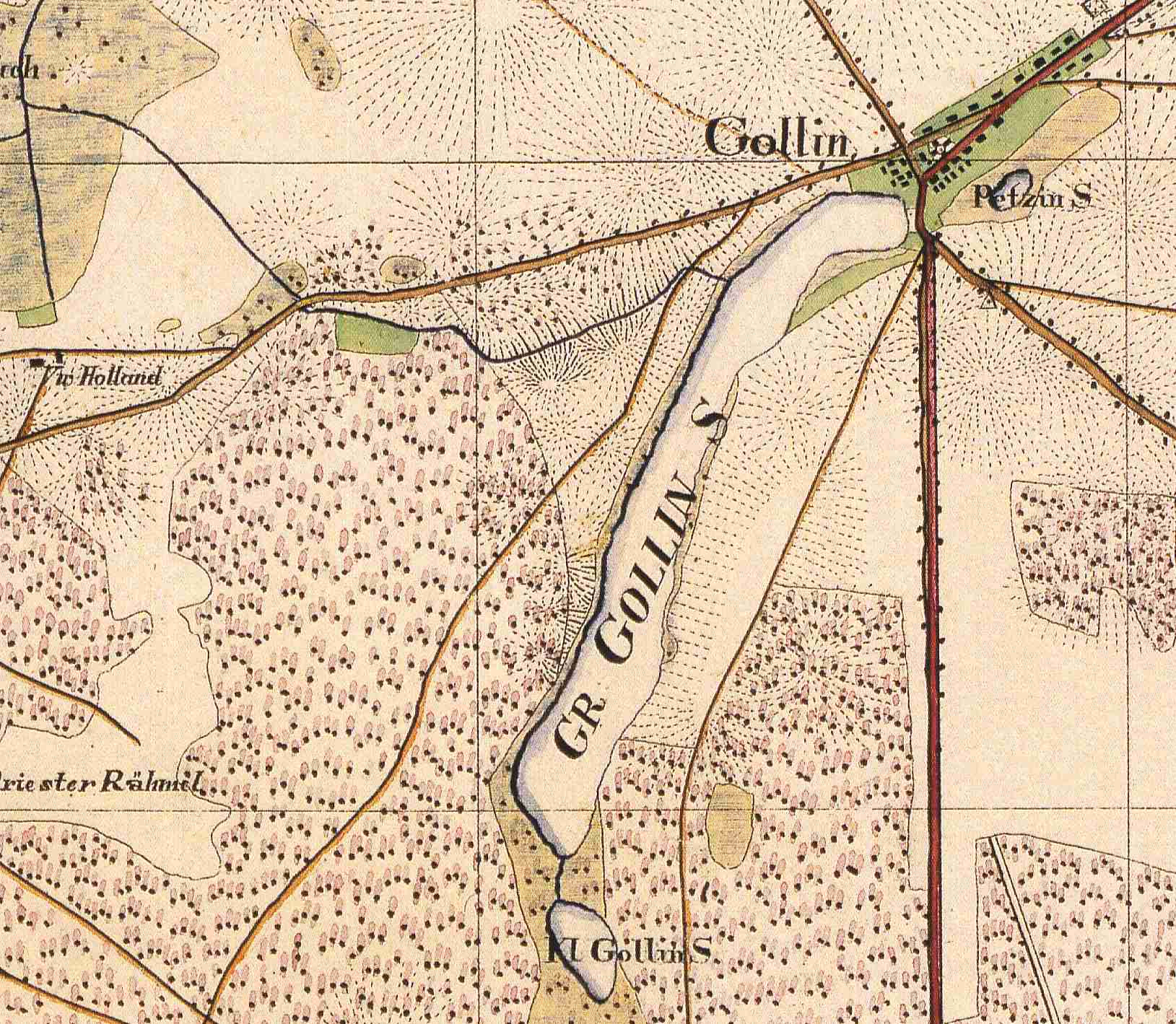
Gollin mit Großen und Kleinen Gollinsee auf dem Urmesstischblatt 2947 Vietmannsdorf von 1826

## Geographische Lage
Gollin liegt 10,5 km südöstlich der (Kern-)Stadt Templin am Nordostende des sehr lang gestreckten Großen Gollinsees. Es grenzt im Norden an die Gemeinde Milmersdorf, im Nordosten und Osten an die Gemeinde Temmen-Ringenwalde, im Süden an Groß Dölln und im Westen an Vietmannsdorf (beide genannten Orte sind Ortsteile der Stadt Templin). Der Ort ist über die L 216 von Vietmannsdorf zu erreichen, oder über die L 100, die von Milmersdorf Richtung Groß Schönebeck durch den Ort führt. Nördlich des Ortskerns liegt der Bollwinsee, nordöstlich der Kleine Holzsee und der Giersee. Östlich liegt der Reiersdorfer See und am Ende des Großen Gollinsees der Kleine Gollinsee.
Nach der Ortsstruktur ist Gollin als Anger- oder Platzdorf zu beschreiben. Zum Ortsteil Gollin gehört der bewohnte Gemeindeteil Reiersdorf und der Wohnplatz Torwärterhäuser.
Noch in der Ortslage südöstlich des Dorfangers befindet sich der kleine Petzinsee.

## Geschichte
Der Ort wird im Landbuch Kaiser Karls des IV. von 1375 erstmals urkundlich erwähnt. Darin heißt es:

„Ghollyn 46 mansi. Quilibet dat in pactum 5 solidos; precaria 6 denarii, et quilibet domus dat 2 pullos. Grypheke de Gryfenberg, Rembolt et Bertram, fratres, habent redditus huius ville. De hiis mansis sunt 26 in possessione et 5 sunt in libertate ad triennium. Taberna dat 18 solidos. Costenworde sunt 6, quelibet dat 6 denarios et 2 pullos, quarum 2 sunt in possessione. Prope villam iacet stagnum, quod pertinet civitati Templyn, super quod sunt 7 tractiones sagene. 2° anno facti sunt 6 mansi desolati.“

Die Feldmark von Gollin war in 46 Hufe eingeteilt, von denen aber nur 25 auch bewirtschaftet wurden. Davon waren wiederum fünf Hufen für drei Jahre von Abgaben befreit. Jede abgabenpflichtige Hufe musste fünf Schillinge für die Pacht geben und sechs Pfennige für die Bede. Jedes Haus musste zusätzlich zwei (Rauch-)Hühner abliefern. Besitzer des Dorfes waren die Brüder Grypheke, Rembolt und Bertram v. Greiffenberg. Der Krug musste 18 Schillinge abgeben. Von den sechs Kossätenstellen waren nur zwei besitzt. Jeder Kossät musste 6 Schillinge und zwei Hühner abgeben. Bei dem Ort liegt ein See, der jedoch der Stadt Templin gehört und in dem sieben Garnzüge Fische gefangen werden durften. In einem Nachtrag wurde festgestellt, dass weitere sechs Hufen wüst gefallen waren.
Der Ortsname Gollin leitet sich nach Sophie Wauer von einer altpolabischen Grundform *golina = kahle, nicht von Bäumen bewachsene Stelle ab. Möglich wäre auch eine aplb. Grundform *Golin- = Ort eines Gola. Auch dieser Personenname gehört zum Adjektiv *gol- nackt, kahl.
1459 wird Gollin als Kirchdorf erwähnt. 1527 werden 44 Hufen genannt. 1528 hatten die Zeidler von Gollin und Vietmannsdorf ihre Beuten in der Zehdenicker Heide aufgestellt. 1554 wird wiederum der Krug erwähnt. 1575 wurde auf einem Grundstück, das die v. Holzendorf als Ortsbesitzer abtreten mussten, eine Heidereiterei (Oberförsterei) zwecks Wartung der Wildfuhren eingerichtet. 1578 wohnten 17 Bauern, 4 Kossäten und ein Hirte im Dorf. Es hatte damals 36 Hufen. 1624 werden wieder 36 schoßbare (= steuerpflichtige) Hufen erwähnt. Die Einwohnerschaft setzte sich aus 17 Bauern, 6 Kossäten, dem Erbkrüger und dem Heidereiter zusammen. Der Dreißigjährige Krieg traf das Dorf sehr schwer, die Bewohner kamen fast alle um oder flohen. Die Kirche wurde zerstört und nicht wieder aufgebaut. Erst um 1755 entstand wieder eine erste Fachwerkkirche. 1687 war der Hufschlag (oder Flureinteilung) kaum noch zu erkennen, die Gemarkung hatte fast völlig bewaldet. Lediglich ein Sechstel des früheren Kulturlandes war geräumt. Es lebten lediglich zwei Bauern im Dorf, alle Kossätenstellen lagen brach. Die Kirche war zerstört und auch das Schulmeister- und Küsterhaus sowie die Schmiede. Bis 1692 war die Heidereiterei wieder aufgebaut. Sie wird als Haus mit sieben Gebinde, Scheune und Ställen beschrieben. Auch 1701 war das Dorf noch nicht wieder aufgebaut. Von den 1465 Morgen (er Morgen zu 300 Quadratruten) waren 325 Morgen "reines Land" (d. h. in Kultur), der Rest war noch bewachsen. Es gab keine Pfarrhufen, die Kirche hatte aber zwei Morgen Kirchenland. Die Ertragslage war auch aufgrund des schlechten, sandigen Bodens ziemlich bescheiden. Die Wiesen gaben nur wenig und schlechtes Futter. Darum war auch Hütung und Viehzucht nur wenig entwickelt. Für die Waldweide in der Königlichen Heide musste Weidehafer entrichtet werden. Es gab zwar genug Brennholz, dagegen aber kein Nutzholz. Die Einwohner konnten auch nur wenig Fischerei betreiben (auf dem kleinen "Schulzensee", heute Petzinsee). Der Große Gollinsee gehörte der Stadt Templin. Interessanterweise wird dabei die Hufegröße nur aus den zwei bebauten Feldern (abzüglich der Brache) berechnet. Die 36 Hufen wurden so auf je 27 Morgen, 27 7/9 Quadratruten berechnet. 1704 wurde die Heidereiterei wegen Baufälligkeit des Hauses in Gollin nach Reiersdorf verlegt. Bis 1711 war es fast gelungen, die Höfe wieder zu besetzen. Für dieses Jahr wurden zehn in Gollin ansässige Bauern, eine "einzelne Person" und ein Hirte mit Vieh vermerkt. Erst 1734 war das Dorf wieder völlig aufgebaut. Es werden genannt: zwölf Bauern, sieben "Häuslinge", ein Schneider, ein Hirte, neun Knechte und neun Mägde. 1742 bebauten zehn Bauern je drei Hufen, ein Bauer zwei Hufen, und der Krüger vier Hufen. 1745 gehörte der Braukrug einen Krüger Röhle. 1775 war in Gollin wieder eine Kirche, vermutlich eine Fachwerkkirche vorhanden, der Ort war wieder Kirchdorf. Neben elf Bauern lebten 25 Büdner, Einlieger und andere Personen in Ort; insgesamt gab es 31 Feuerstellen mit 136 Einwohnern. 1801 hatte der Ort 164 Einwohner: 11 Ganzbauern, 7 Büdner, 5 Einlieger und ein Fischer. Es gab eine Schmiede und einen Krug, insgesamt 27 Feuerstellen. Die um 1755 errichtete Fachwerkkirche brannte durch Blitzschlag ab. 1814 vernichtete ein Großfeuer das Schulgebäude und wahrscheinlich drei Büdnerhäuser. 1817 wurde das neue Schulhaus errichtet. 1819 (1817) entstand die heutige Fachwerkkirche mit dreiseitigem Ostschluss und einem verbretterten Dachturm. 1840 wurden 23 Wohnhäuser gezählt. Das Vorwerk Gut Gollin wird erstmals genannt. 1849 ist erstmals die Windmühle in Gollin dokumentiert. Besitzer war ein gewisser Hinze. 1860 gab es 4 öffentliche Gebäude, 28 Wohngebäude und 48 Wirtschaftsgebäude, darunter eine Getreidemühle (Windmühle). Die Windmühle stand südlich des Dorfes, etwas östlich der Golliner Dorfstraße (am südlichen Rand des Grundstückes 302/2). Für das Jahr 1861 ist ein Überblick über die Infrastruktur des Dorfes dokumentiert: ein Gasthof, zwei Leinewebermeister mit drei Stühlen und einem Gehilfen, eine Bockwindmühle, in der ein Meister und ein Gehilfe beschäftigt waren, ein Fischermeister, ein Maurer, ein Zimmermann, ein Stellmachermeister, zwei Schmiedemeister mit einem Gehilfen, ein Schneidermeister, eine Schneiderin, zwei Tischlermeister und ein Böttcher. 1867 gehörte das Vorwerk Gollin dem in Vietmannsdorf ansässigen Freiherrn Karl August Robert v. Stein (aus dem Hause Lausnitz, zu Kochberg) (* 14. Mai 1838, † 1895 in Berlin). Das Vorwerk war 800 Morgen groß, bestand aus einem Haus, in dem 16 Einlieger wohnten. 1878 wurden Teile des Vorwerkes an den Forstfiskus verkauft. Im Jahr 1900 gab es 38 Häuser in Gollin. 1905 war wieder eine Försterei in Gollin eingerichtet worden, die zur Oberförsterei in Reiersdorf gehörte. Sie lag am nordöstlichen Ende des Dorfes. 1907 gab es in Gollin: einen Gutsbesitzer (mit 158 ha), einen Schneidermeister, zwei Gastwirte, einen Schmiedemeister, acht Maurer, eine Material-, Mehl und Futterhandlung, eine weitere Materialhandlung, den königlichen Förster, einen königlichen Hilfsförster, einen Lehrer und zwei sonstige Büdner. Spätestens bis 1927 war auch das Torwärterhaus entstanden. 1931 wurden 53 Wohnhäuser registriert. 1933 gründete sich die Freiwillige Feuerwehr Gollin. Ein Jahr danach zählte sie bereits 25 Kameraden. 1936 wurde das Feuerwehrhaus mit Steiger- und Schlauchtrocknungsturm erbaut. 1935/36 wurde in Gollin eine Tankstelle gebaut. Sie bestand im Grunde bis zum 31. Dezember 1991, als sie geschlossen wurde. In der Bodenreform nach dem Zweiten Weltkrieg wurden 1948 245 ha enteignet und aufgeteilt. 32 ha gingen an landlose Bauern und Landarbeiter, 91 ha an 20 landarme Bauern und 56 ha an Umsiedler. Die Gemeinde behielt sich 5 ha vor, an den landeseigenen Forst gingen 19 ha. Die Fachwerkkirche wurde 1968 renoviert. 1969 wurde die Schule im Ort geschlossen. Die Schüler wurden nun in den Schulen in Milmersdorf unterrichtet. 1978 gab es im Ort einen Heimarbeiterstützpunkt der VEB Bekleidungswerke Zehdenick. Die LPG Vietmannsdorf, Betriebsteil Gut Gollin bewirtschaftete die landwirtschaftliche Nutzfläche des Ortes und unterhielt ein Mischfutterwerk.
| Jahr | Einwohner |
| ---- | --------- |
| 1734 | 133       |
| 1774 | 136       |
| 1801 | 164       |
| 1817 | 085       |
| 1840 | 222       |
| 1858 | 244       |
| 1895 | 179       |
| 1925 | 252       |
| 1939 | 266       |
| 1946 | 346       |
| 1964 | 270       |
| 1971 | 216       |
| 1981 | 176       |
| 1991 | 304       |
| 2002 | 149       |
| 2013 | 126       |
| 2017 | 122       |

## Politische Geschichte
Zur Zeit der ersten urkundlichen Nennung gehörte das Dorf den Brüdern Grypheke, Rembolt und Bertram v. Greiffenberg. Der Große Gollinsee gehörte der Stadt Templin, die den See noch 1701 besaß. Noch vor 1494 war der größte Teil des Dorfes an die v. Holzendorff übergegangen. Ein zweiter kleinerer Teil, sechs Groschen Hufenzins und ein Rauchhuhn, und die Dienste der Bauern, war an die Herrschaft Zehdenick bzw. ab 1524 das landesherrliche Schlossamt Zehdenick gekommen. Auch die kurfürstliche Heidereiterei unterstand dem Amt Zehdenick. 1704/06 wurde die Heidereiterei nach Reiersdorf verlegt und das Grundstück und das Gebäude an v. Holzendorf verkauft. 1857 erwarb Freiherrn Karl August Robert v. Stein (aus dem Hause Lausnitz, zu Kochberg) den Ort. 1863 bis 1865 war er kurzzeitig im Besitz des Prof. Dr. Jacob Friedrich Roloff zu Neustrelitz, fiel dann aber an den Freiherr v. Stein zurück. Dieser konnte den Besitz noch bis 1872 behaupten. Die Patrimonialgerichtsbarkeit war bereits 1849 an das Kreisgericht in Templin übergegangen.
Gollin gehörte vor der Kreisreform von 1815/6 zum Uckermärkischen Kreis. Es gehörte ab 1816 zum Landkreis Templin, der in der Kreisreform von 1952 etwas anders zugeschnitten wurde. Gollin verblieb auch beim neuen Kreis Templin, der dem neu geschaffenen Bezirk Neubrandenburg zugeordnet wurde. 1990 wird der Kreis Templin in Landkreis Templin umbenannt. In der Kreisreform von 1993 wurden die drei Landkreise Angermünde, Prenzlau und Templin zum Landkreis Uckermark vereinigt.
Gollin erhielt bei der Auflösung der Gutsbezirke 1929 Teile des Gutsbezirks Forst Reiersdorf. 1931 gehören zur Gemeinde die Wohnplätze Gut Gollin, Kolonie Reiersdorf, Forsthaus Torwärterhaus und Forsthaus Wucker. 1967 gehörte das Forsthaus Wucker bereits zu Groß Dölln, das Gut Gollin zu Vietmannsdorf. Nach der Wende schloss sich Gollin mit 13 anderen Gemeinden zum Amt Templin-Land zusammen. In der Gemeindereform von 2003 wurde Gollin zusammen mit den anderen Gemeinden des Amtes Templin-Land per Gesetz in die Stadt Templin eingegliedert. Gollin ist seither ein Ortsteil der Stadt Templin.

## Kirchliche Zugehörigkeit
1459 war Gollin Kirchdorf, das zur Sedes Templin gehörte. 1543 und 1634 war es Tochterkirche von Vietmannsdorf. Um 1656 wurde es interimsweise vom Propst in Templin kuriert. Bereits zu Ende des 17. Jahrhunderts war es wieder Tochterkirche von Vietmannsdorf. Bis 1934 war auch der Wohnplatz Libbesicke, der Ort Reiersdorf, das Gut Gollin und das Forsthaus Wucker nach Gollin eingekircht. Heute gehört Gollin zur Evangelischen Kirchengemeinde Polsensee im Kirchenkreis Oberes Havelland (Evangelische Kirche Berlin-Brandenburg-schlesische Oberlausitz).

## Naturschutzgebiete
Im östlichen Teil der Gemarkung liegt, um den Reiersdorfer See herum, das Naturschutzgebiet Reiersdorf. Der südliche und der östliche Teil der Gemarkung gehört fast völlig zum Naturschutzgebiet Bollwinwiesen-Großer Gollinsee. 

## Denkmale
Die Denkmalliste des Landes Brandenburg für den Landkreis Uckermark verzeichnet für Gollin sechs Baudenkmale und ein Bodendenkmal:

### Baudenkmale
- Dorfkirche
- ehemalige Schule, Dorfstraße 27
- Wohnhaus, Dorfstraße 28
- Wohnhaus Dorfstraße 29
- Dorfkrug Dorfstraße 36 (Revitalisierung seit 2021)
- Oberförsterei Reiersdorf, bestehend aus Hauptgebäude, Stall und Scheune (im Gemeindeteil Reiersdorf)

### Bodendenkmal
- Nr. 140622, Flur 6: eine Siedlung des Neolithikums

| Dorfkirche Gollin | Dorfkrug | Dorfstr.29 | Alte Schule |
|                   |          |            |             |